# Векшино (Кировская область)
Векшино — деревня в Кирово-Чепецком районе Кировской области. Входит в Просницкое сельское поселение.

## География
Находится на берегу старицы в левобережье Чепцы вблизи восточных окраин Кирово-Чепецка, в 12 км к северо-западу от посёлка Просница и в 26 км к востоку от Кирова. С запада к деревне примыкает исправительное учреждение ИК-11.
Вдоль южной окраины деревни проходит автодорога Киров — Игра. Имеется паромная переправа через Чепцу на местной дороге к северу от деревни.

## Население
| 2010 |
| ---- |
| 113  |

В 1891 году в деревне проживало 142 человека. По Переписи населения 1926 года проживало 181 человек.

## История
Деревня упоминается в «Списке населённых мест Вятской губернии 1859—1873 г». В 1891 году основными занятиями населения были плотник и портной.